# 천국 (기독교)
기독교에서 천국은 전통적으로 하나님의 보좌와 하나님의 천사들이 있는 곳이며, 대부분의 기독교에서는 사후세계에서 죽은 의인들이 거처하는 곳이다. 일부 기독교 교파에서는 죽은 자의 부활과 성도들이 새 땅으로 돌아오기 전의 일시적인 단계로 이해된다.
사도행전에서 부활하신 예수님은 니케아 신경에 명시된 바와 같이 하늘로 올라가셔서 지금 하나님 우편에 앉아 계시며 재림 때에 이 땅에 다시 오실 것이다. 가톨릭, 동방 정교회, 동방 정교회 가르침에 따르면, 예수의 어머니 마리아는 지상의 몸이 부패하지 않은 채 하늘로 올려졌다고 한다. 그녀는 천국의 여왕으로 존경받는다.
기독교 성경에서는 기독교 종말론, 미래의 "천국", 죽은 자의 부활에 대한 개념이 특히 요한계시록과 고린도전서 15장에서 발견된다.

## 같이 보기
- 하느님의 나라